# Suor Maria
Suor Maria è un film del 1955, diretto da Luigi Capuano.

## Trama
Suor Maria, il cui vero nome è Carmela, è una novizia ancora in fase di prendere i voti e un giorno, durante l'ascolto di una canzone che proviene dall'esterno del convento, perde i sensi. Soccorsa dalle sue consorelle, dalla madre superiora e dal priore, spiega il motivo del suo mancamento.
Mario, un individuo poco raccomandabile, proprietario di un posto di ritrovo per gente del suo calibro è il responsabile delle sue peripezie che l'hanno portata a rinchiudersi in quel posto a causa del fatto che l'uomo in questione ha mandato in galera il padre della ragazza per poterla ricattare, in quanto, invaghito di lei. Carmela però è già innamorata di Stefano, un coetaneo di tutt'altro stampo, e a tal proposito, Mario per contrastare l'amore dei due giovani e con la complicità di Assunta, una vamp, crea delle incomprensioni reciproche tra i due ragazzi con la conseguente rottura del loro rapporto; inoltre come se non bastasse, Stefano finisce nella stessa prigione in cui è rinchiuso il padre di Carmela accusato ingiustamente di furto.
Mario però allo stesso tempo, viene arrestato e condotto anch'egli nello stesso carcere in cui ha spedito le sue vittime e proprio durante un incontro con il padre di Carmela, uccide il papà della ragazza; Carmela dal canto suo, sconvolta da quanto successo si rifugia nel convento con l'intento di divenire suora, anche se solo durante il racconto viene a sapere di una lieta notizia: Stefano è stato liberato dopo la confessione di Assunta, che, pentita di essere stata la complice di Mario, ha raccontato la vera versione dei fatti alle forze dell'ordine.
Il priore si rende conto dell'amore che Carmela prova per Stefano e le consiglia di lasciar perdere la vocazione, poiché capisce che l'obbiettivo della sua vita è formarsi una famiglia con l'uomo che ama.

## Produzione
La pellicola è ascrivibile al filone dei melodrammi sentimentali, comunemente detto strappalacrime (in seguito ribattezzato dalla critica con il termine neorealismo d'appendice), in quel periodo molto in voga tra il pubblico italiano.